# Émile Clapeyron
Pour les articles homonymes, voir Clapeyron.
Émile Clapeyron, né le 26 janvier 1799 à Paris et mort le 28 janvier 1864 dans la même ville, est un ingénieur et physicien français.

## Biographie

### Formation
Émile Clapeyron est élève chez les oratoriens du collège de Juilly (1808–1814) avant d'étudier à l'École polytechnique (1815–1818), puis à l'École des mines de Paris (1818–1820). Il devient ingénieur du Corps royal des Mines et est titularisé le 20 septembre 1821. Condisciple et ami de Gabriel Lamé, il part avec lui pour Saint-Pétersbourg en 1820 pour y former les élèves de l'École des transports créée en 1809 et dirigée par Augustin Bétancourt. Le gouvernement russe confie en outre aux deux jeunes Français la conception de ponts suspendus,,. Avec Lamé, il découvre un calcaire qui donne un meilleur ciment. Après les événements de juillet 1830, la tension s'aggrave subitement entre la France et le tsar, et les deux ingénieurs des mines doivent rentrer en France.

### Chemins de fer

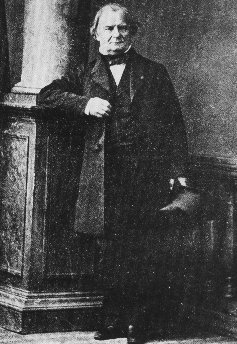
Émile Clapeyron.

De retour en France en 1830, Clapeyron se passionne pour les chemins de fer, notamment comme professeur (1832–1834) à l'École des mineurs de Saint-Étienne. Il conçoit l'idée et rédige le projet du chemin de fer de Paris à Saint-Germain-en-Laye ; en 1836 il entre à la Compagnie du Chemin de fer de Paris à Saint-Germain des frères Pereire pour participer à l'étude du tracé de la ligne de chemin de fer avec trafic voyageurs Paris–Le Pecq, avec Flachat, Lamé et Mony, tous saint-simoniens. À partir de 1837, il travaille aux projets de chemins de fer du Nord de la France, et à partir de 1852 à l'exécution des lignes du Midi. Il fait faire des progrès au calcul des poutres et des voutes de ponts, grâce à des considérations sur l'élasticité. Son mécanisme de détente de la vapeur amène des progrès dans la construction des locomotives.

### Contributions scientifiques
Avec Lamé, Clapeyron rédige un « Mémoire sur l'équilibre intérieur des corps solides homogènes », destiné à l'Académie des sciences de Paris ; Louis Poinsot et Henri Navier en sont les rapporteurs. C'est dans ce texte publié en 1831 qu'apparaît pour la première fois la notion d'ellipsoïde des contraintes.
Clapeyron, dans son Mémoire sur la puissance motrice de la chaleur (1834) attire l'attention sur le travail de Sadi Carnot, mort deux ans auparavant, le développe et le présente sous une forme plus accessible (c'est le diagramme de Clapeyron) ; il fait valoir la nouveauté et l'importance de ce travail, même si Carnot avait travaillé dans les termes de la théorie du calorique, déjà en train de passer de mode. Finalement, il développe l'idée de processus réversible, suggérée par Carnot, et donne en 1843 un énoncé que nous connaissons aujourd'hui sous le nom de deuxième loi de la thermodynamique.
Clapeyron laisse son nom à la formule de Clapeyron et à sa forme simplifiée dite de Clausius-Clapeyron (du nom de Rudolf Clausius), qui donnent la chaleur latente de changement d'état des corps purs, ainsi qu'à un diagramme thermodynamique (coordonnée (P, V)) et des relations concernant les coefficients thermoélastiques. Il mène une carrière d'enseignant à l'École nationale des ponts et chaussées à partir de 1844 et est élu membre de l'Académie des sciences en 1858, au fauteuil de Cauchy.

### Vie personnelle
Clapeyron meurt le 28 janvier 1864 à 65 ans domicilié alors au 21 de la Chaussée d'Antin. Il avait épousé le 7 janvier 1834 à Paris Mélanie Bazaine Vasseur, fille de Pierre-Dominique Bazaine (1786-1838), avec qui il avait travaillé en Russie ; elle était la sœur de François Achille Bazaine, maréchal de France, et de l'ingénieur Pierre-Dominique Bazaine (1809-1893), dit Adolphe.

## Publications
On a utilisé les abréviations GL : Gabriel Lamé et ÉC : Émile Clapeyron.

Les publications sans nom d'auteur sont de Clapeyron seul.
- « Sur les engrenages », dans Ann. Mines, 1820, sér. 1, vol. 5, p. 113–128 — Voir aussi l'article de 1824, rédigé avec Lamé.
- « Sur les bateaux à vapeur », dans Ann. Mines, 1820, sér. 1, vol. 5, p. 191–196
- « Sur le ciment russe », no 13 de « Analyses de substances minérales », dans Ann. Mines, 1823, sér. 1, vol. 8, p. 306 — « Extrait d'une lettre écrite de Saint-Pétersbourg. »
- Henri Navier, GL et ÉC, Théorie des corps solides élastiques, 182?, 562 p.
- « Notice sur une nouvelle machine soufflante », dans Ann. Mines, 1822, sér. 1, vol. 7, p. 3 — « Note des rédacteurs des Annales », p. 7
- GL et ÉC, « Précis d'une course dans le pays du Hartz », Ann. Mines, 1822, sér. 1, vol. 7, p. 21–40
- GL et ÉC, « Sur la stabilité des voutes », dans Ann. Mines, 1823, t. 9, p. 789
- GL et ÉC, « Sur les engrenages », dans Ann. Mines, 1824, série 1, vol. 9, p. 601–624 — « Sur les engrenages et la quantité de force vive absorbée par le frottement des dents » (Notice sur les travaux…, p. 2)
- Pierre-Dominique Bazaine, GL et ÉC, « Description d'un pont suspendu de 1 022 pieds d'ouverture », 1825, sér. 1, vol. 11, p. 265
- GL et ÉC, « Sur un cabestan mis en usage par M. de Bétancourt, lieutenant général au service de Russie », 1826, sér. 1, vol. 12, p. 225–229
- GL et ÉC, « Mémoire sur la solidification par refroidissement d'un globe liquide », dans Annales de chimie et de physique, t. 7, 1831, p. 350 — Lu à l'Académie en 1830
- Gabriel Lamé et Émile Clapeyron, « Mémoire sur l'équilibre intérieur des corps solides homogènes (Rapport de Louis Poinsot et Henri Navier) », Journal de Crelle, vol. 7,‎ 1831 (lire en ligne)Trois parties:  première partie, p. 150–169  ; Deuxième partie, p. 237  ; Troisième partie, p. 381  Ce mémoire est reproduit plus tard dans cet ouvrage : Gabriel Lamé et Émile Clapeyron, Mémoires présentés par divers savan[t]s à l'Académie royale des sciences de l'institut de France - Sciences mathématiques et physiques, Paris, Bachelier, 1833 (lire en ligne)
- GL, Benoît Clapeyron, Stéphane Flachat et Eugène Flachat, Vues politiques et pratiques sur les travaux publics en France, Paris, Éverat, 1832, 1re éd., 335 p. (lire en ligne)
- Auguste Perdonnet, GL et ÉC, Notices sur les chemins de fer, 1832
- GL et ÉC, Mémoire sur les chemins de fer considérés sous le point de vue de la défense du territoire (extrait), dans Association polytechnique. Compte rendu trimestriel, juillet 1832, p. 35–46 (lire en ligne)
- GL et ÉC, Plan d'écoles générale et spéciales pour l'agriculture, l'industrie manufacturière, le commerce et l'administration, 1833 — Attaque contre la formation aux humanités et la préférence donnée latin et au grec par rapport aux langues modernes.« [N]ous avons principalement cherché à démontrer [dans cet ouvrage] l'impuissance des doctrines du laissez-faire, doctrines dont la conséquence logique est d'établir une séparation de plus en plus profonde entre la société et son gouvernement ; comme si la marche évidente de la société, son besoin, sa mission, n'étaient pas, au contraire, de se constituer un gouvernement qui soit son expression la plus élevée et la plus complète[16]. »
- « Mémoire sur la puissance motrice de la chaleur »
  - « Mémoire sur la puissance motrice de la chaleur », dans Journal de l'École Royale Polytechnique, Paris, Imprimerie Royale, t. XIV, 23e cahier, 1834, p. 153–190[17]
  - (de) Abhandlung über die bewegende Kraft der Wärme (Ostwalds Klassiker der exakten Wissenschaften, no 216), Leipzig, Akademische Verlagsgesellschaft, 1926
  - (en) « Memoir on the motive power of heat », trad. E. Mendoza, dans Reflections on the motive power of fire, Mineola, Dover, 2005, p. 71
  - Mémoire sur la puissance motrice de la chaleur, J. Gabay, 2006  (ISBN 978-2-87647-283-9) — Fac-similé
- « Sur le règlement des tiroirs dans les machines à vapeur », dans Comptes rendus hebdomadaires des séances de l'Académie des sciences, 1842, p. 632
  - (de) « Vervollkommnung der Dampfmaschinen, und besonders auch der Dampfwagen auf Eisenbahnen »
- Notice sur les travaux de M. Émile Clapeyron, imprimerie Mallet-Bachelier, Paris, 1858[18],[19] — Autobiographie

### Éponymie
- Formule de Clapeyron
- Formule de Clausius-Clapeyron
- Diagramme de Clapeyron
- Relations de Clapeyron

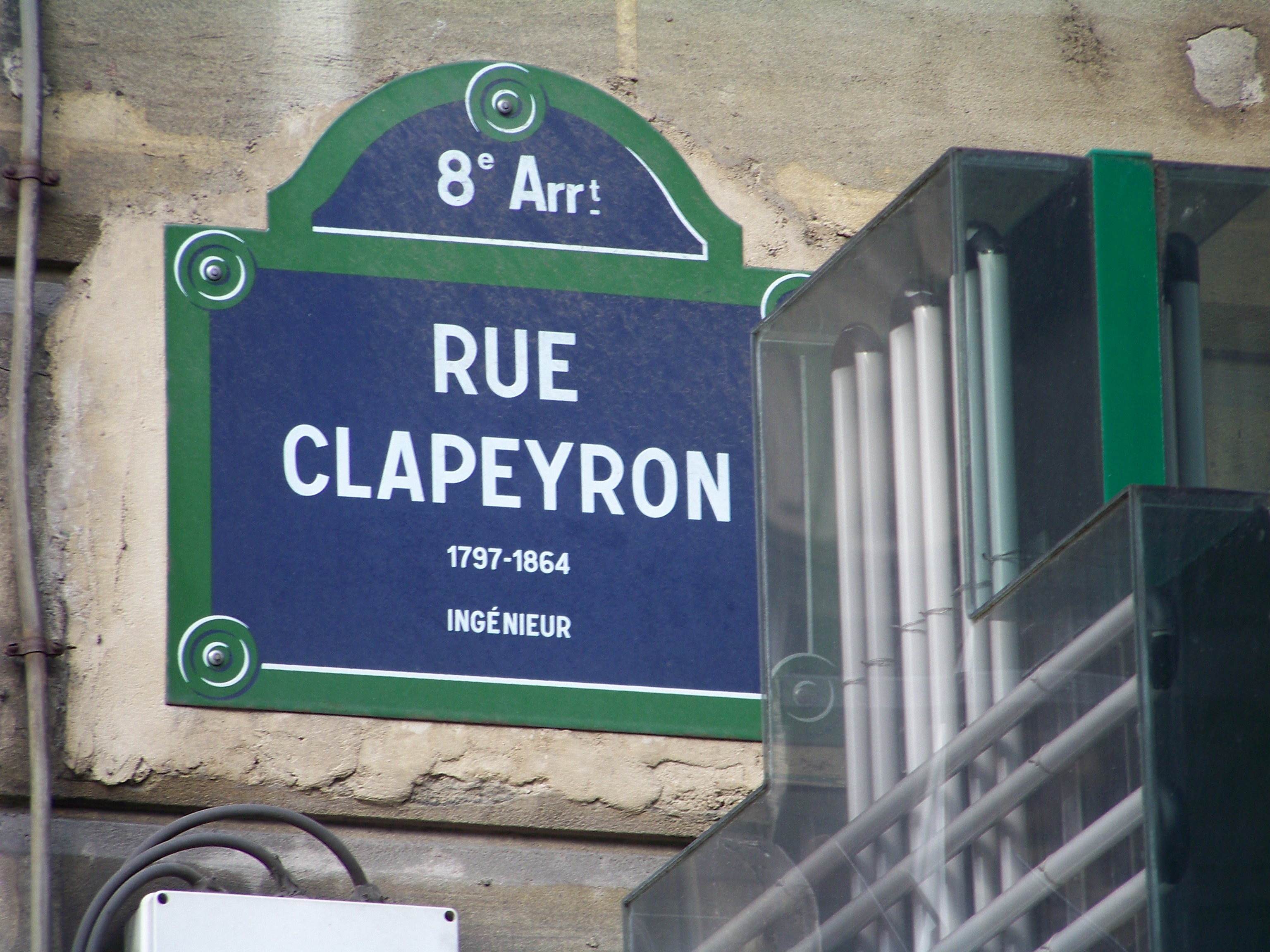
Plaque de la rue Clapeyron à Paris.

- Le problème de Stephan, ou problème de changement de phase, est parfois associé aux noms de Lamé et Clapeyron en raison de leur travail pionnier de 1831[20].

### Hommages
- Son nom est inscrit sur la tour Eiffel.
- Rues qui portent son nom :
  - à Paris : rue Clapeyron, dans le 8e arrondissement[21] ;
  - à Perpignan : rue Émile Clapeyron[22] ;
  - à Limoges : allée Emile Clapeyron.
  - à Saint-Germain-en-Laye : un groupe de maisons individuelles formant lotissement appelé Villa Clapeyron.